# Nils Ferdinand von Bilow
Nils Ferdinand von Bilow (* 25. Februar 1800 in Grischow; † 1846 ebenda) war ein deutscher Gutsbesitzer, Politiker und Historiker aus Pommern.
Nils Ferdinand von Bilow verfolgte zunächst im Kürassier-Regiment Nr. 6 eine militärische Laufbahn. Dort stieg er bis zum Seconde-Lieutenant auf. Später übernahm er das väterliche Gut und wurde Kreisdeputierter des Kreises Grimmen. Ferner war er als Vertreter der Ritterschaft des Kreises Grimmen stellvertretendes Mitglied des 5. bis 8. Provinziallandtages der Provinz Pommern (1834–1841) und Mitglied des 9. Provinziallandtages (1845).
Seine Schrift Geschichtliche Entwicklung der Abgabenverhältnisse in Pommern und Rügen erschien 1841 auszugsweise in den Baltischen Studien und 1843 als eigenständiges Buch. Bilows Tod verhinderte die Herausgabe eines zweiten Teils.
Er verschwand am 12. Januar 1846, nachdem er sich mittags auf den Weg zu seinem Feld gemacht hatte. Seine Leiche wurde später mit schweren Kopfverletzungen aufgefunden, so dass ein Mord angenommen wurde.

## Schriften
- Ferdinand von Bilow: Geschichtliche Entwicklung der Abgaben-Verhältnisse in Pommern und Rügen seit der Einführung des Christenthums bis auf die neuesten Zeiten. In: Gesellschaft für pommersche Geschichte und Altertumskunde (Hrsg): Baltische Studien. Bd. 7, Heft 2, Stettin 1841, S. 23–99 (Digitalisat).
- Ferdinand von Bilow: Geschichtliche Entwicklung der Abgaben-Verhältnisse in Pommern und Rügen seit der Einführung des Christenthums bis auf die neuesten Zeiten. C.A. Koch, Greifswald 1843 (Digitalisat, PDF: 8,5 MB)